# پیا جانکارو
پیا جانکارو (ایتالیایی: Pia Giancaro؛ زادهٔ ۱۲ مارس ۱۹۵۰) بازیگر اهل ایتالیا است.
از فیلم‌ها یا برنامه‌های تلویزیونی که وی در آن نقش داشته‌است، می‌توان به مرد سال، بوکاچو و قتل‌های هفتگانه بانوی سرخ‌پوش اشاره کرد.